# Parlimbatan
Parlimbatan is een bestuurslaag in het regentschap Padang Lawas Utara van de provincie Noord-Sumatra, Indonesië. Parlimbatan telt 246 inwoners (volkstelling 2010).